# Tre passi nel delirio
Tre passi nel delirio (Histoires extraordinaires) è un film collettivo del 1968, suddiviso in 3 episodi liberamente ispirati a racconti di Edgar Allan Poe, diretto da Federico Fellini, Louis Malle e Roger Vadim.

## Trama

### Metzengerstein
Una nobildonna senza scrupoli provoca la morte di un cugino che ha osato respingerla, ma il destino saprà ripagarla delle sue azioni.

### William Wilson
Un ufficialetto austriaco, cinico e sadico, si deve confrontare con un sosia che impersona la sua parte migliore e che appare sempre ogni qualvolta sta per compiere un'azione disonesta. I due finiranno con l'affrontarsi in un duello.

### Toby Dammit
Un attore alcolizzato accetta di girare un western definito "cattolico" perché gli viene offerta una Ferrari, ma ossessionato da un inconscio richiamo finirà per trovare la morte dopo una folle corsa.

## Produzione
Roger Vadim e Jane Fonda lavorarono al film subito dopo la conclusione di Barbarella. Le riprese ebbero luogo nella regione francese di Finistère.
Louis Malle accetta di dirigere il secondo segmento perché aveva bisogno di soldi per finanziare il suo film Soffio al cuore. Per il personaggio femminile aveva richiesto Florinda Bolkan ma i produttori pretesero ed ottennero un nome più famoso. La parte fu quindi accettata da Brigitte Bardot che secondo il regista non era adatta. Le scene del duello sono state girate a Bergamo, in Piazza Vecchia. La versione inglese vede la presenza della voce fuori campo di Vincent Price in qualità di narratore.
Toby Dammit, l'episodio diretto da Federico Fellini, contiene dei riferimenti al film Operazione Paura (1966) di Mario Bava, da cui riprende lo stilema visivo della bambina vestita di bianco che maneggia un pallone, presente nel film, insieme a qualche altra soluzione visiva.

## Data di uscita
- Italia: 12 settembre 1968[3]
- Stati Uniti d'America: 23 luglio 1969[3]

## Incassi
Tre passi nel delirio incassò circa 512 milioni di lire italiane.